# UFC Fight Night: Ankalaev x Walker 2
UFC Fight Night: Ankalaev vs. Walker 2 (também conhecido como UFC Fight Night 234, UFC on ESPN+ 92 e UFC Vegas 84) é um próximo evento de artes marciais mistas produzido pelo Ultimate Fighting Championship que ocorrerá em 13 de janeiro de 2024, nas instalações do UFC Apex, em Enterprise, Nevada, parte da Área Metropolitana de Las Vegas, nos Estados Unidos.

## História
Uma revanche em peso leve entre o ex-champeão do UFC Light Heavyweight Championship, Magomed Ankalaev, e Johnny Walker, deve ser o título do evento. O par se encontrou originalmente no UFC 294, que terminou em um concurso sem a participação de Ankalaev, que deixou Walker incapaz de continuar.
O ex-campeão da LFA em peso de penas Gabriel Santos e Westin Wilson foram esperados para se encontrarem em uma luta em peso de pena. No entanto, Santos retirou-se por razões não reveladas e foi substituído pelo recém-chegado promocional Jean Silva.
Bassil Hafez e Preston Parsons estavam programados para se enfrentarem em uma emocionante disputa peso-meio-médio. No entanto, Hafez se retirou por razões não divulgadas, sendo substituído por Matthew Semelsberger, que promete adicionar ainda mais intensidade ao confronto.
Um empolgante confronto peso-galo feminino estava agendado para o evento, envolvendo a ex-campeã peso-galo do Invicta FC e desafiante ao cinturão peso-pena feminino do UFC, Yana Santos, contra Norma Dumont. No entanto, Santos teve que se retirar devido a uma fratura no nariz. A permanência de Dumont no card ainda é incerta, deixando os fãs ansiosos pela confirmação.
Uma empolgante disputa peso-mosca estava marcada para a porção preliminar do evento, envolvendo o ex-campeão peso-mosca da LFA, Felipe Bunes, contra Denys Bondar. Contudo, Bondar retirou-se no final de dezembro por razões não divulgadas, sendo substituído pelo aguerrido Joshua Van, prometendo adicionar ainda mais emoção e reviravoltas ao confronto.
Um aguardado duelo peso-galo feminino entre Ketlen Vieira e a vencedora da categoria peso-pena feminino do The Ultimate Fighter: Heavy Hitters, Macy Chiasson, estava previsto para agitar o evento. No entanto, de forma misteriosa, Vieira foi retirada do combate, resultando no cancelamento da aguardada disputa. Fãs ficam ansiosos por esclarecimentos sobre os motivos da retirada, enquanto a empolgação inicial dá lugar à incerteza quanto ao desdobramento do confronto.

## Anunciados ataques
- Batalha de peso Bantamweight feminina: Norma Dumont vs TBA[5]